# Marcela Coronel
Marcela Claudia Coronel más conocida como Marcela Coronel (Barrio de Villa Crespo, Buenos Aires; 21 de abril de 1968) es una periodista de espectáculos, actriz y productora argentina.

## Biografía
Es una periodista egresada del Círculo de la Prensa. Realizó el traductorado de idioma francés en la Alianza francesa. 
Estudió Filosofía y Letras en la UBA, y realizó cursos de actuación con Lito Cruz y Roxana Randón.
Participó entre otros, de los siguientes seminarios: Seminario sobre Televisión dictado en Canal 13 por "TVE" (televisión española). Seminario sobre Investigación periodística, "El golpe contra Allende", dictado por la periodista chilena Mónica González en la Maestría de Clarín. "PGC" (programa de gestión de contenidos) en la facultad de comunicación de la Universidad Austral.
Desde 1984 trabaja como periodista.
En televisión, entre otras cosas participó como redactora y cronista del noticiero conducido por Mónica Gutiérrez y Carlos Campolongo en ATC, actual Canal 7. Se desempeñó como productora periodística del programa "Esta semana" conducido por Mónica Gutiérrez y José María Pasquini Durán en ATC, actual Canal 7. Fue cronista del programa "El periscopio", conducido por Jorge Rial y Andrea Frigerio por América. Trabajó junto a Jorge Rial y Andrea Frigerio del programa "El paparazzi" por Telefé. Fue conductora y productora del programa "Sobrevidas" que se emite por "TN". Ocupó el cargo de responsable del área de espectáculos del noticiero de Canal 9 conducido por Cristina Pérez y Claudio Rigoli. Trabajó nuevamente junto a Jorge Rial como Columnista del programa "PAF".
En el año 2001 comienza por la pantalla de América "Intrusos en el espectáculo" conducido por Jorge Rial, del que participa como panelista hasta el año 2003. Mientras tanto, y también por la pantalla de América, fue coconductora del programa "Secretos verdaderos" junto a Luis Ventura (su medio hermano); coconductora del programa "La selección" en 2002, en ese mismo año, y también junto a Luis Ventura, fue columnista de espectáculos del programa "La información", conducido por Luis Majul, Ernesto Tenembaum y Marcelo Zlotowiazda.
En el 2004 se incorporó a las filas de Canal 13 como Coconductora del programa "Hechiceras del espectáculo", junto a Catalina Dlugui, Marina Calabró y Gisella Marziotta.
En radio fue productora periodística del programa "El árbol y el bosque", conducido por Enrique Vázquez por Radio Belgrano y columnista de medios del programa "Y es hora" conducido por Liliana López Foresi. Desde 2008 es la columnista especialista en medios del programa "La otra pata", con Marcelo Zlotogwiazda por Radio Mitre.
También se desempeñó como jefa de prensa y productora general del evento "Voces con la misma sangre", ciclo teatral que reunió dramaturgos hispanoamericanos para conmemorar los 500 años del descubrimiento de América en el Teatro Presidente Alvear.
Es permanentemente convocada por el Cidicsef -Centro de Investigación y Difusión de la Cultura Sefardí- para la conducción de eventos de la entidad.
Como actriz participó del programa "22, el loco", protagonizado por Adrián Suar y Nancy Dupláa con Producción de Polka.
En 2003 por "América", tuvo una participación especial en el Programa "Tumberos" con Germán Palacios y Carlos Belloso con producción de Ideas del Sur y en 2002 hace "La casa de Bernarda Alba", con dirección de Roxana Randón. 
Desde el 2003 hasta 2009 participó como jurado de los "Premios Clarín", sección Televisión.
Durante el 2011 y 2012 fue columnista del programa Este es el Show en Canal 13 con la conducción de José María Listorti y Denise Dumas.
En el 2013 fue panelista del programa "Dale la tarde" con Mariano Iúdica en Canal 13, "Intratables" con Santiago del Moro en América, "Ponele la Firma" con Marcelo Polino en América. 
En la actualidad se desarrolló como conductora del programa "Viva la tarde" por C5N junto a Ronen Szwarc, donde se destacaron sus notas a reconocidos referentes de la cultura argentina, en: "Mi mano a mano".
En 2018, es parte del programa de televisión magazine: "Hoy nos toca a la tarde" por Canal de la Ciudad.